# Tejinesh Gebisa
Tejinesh Gebisa (ur. 3 marca 1995) – etiopska lekkoatletka specjalizująca się w biegach długich. 
Piąta zawodniczka biegu na 2000 metrów z przeszkodami podczas mistrzostw świata juniorów młodszych z Lille Metropole (2011). Wicemistrzyni świata juniorów w biegu na 3000 metrów z przeszkodami (2012). 
Rekord życiowy: bieg na 3000 metrów z przeszkodami – 9:50,51 (12 lipca 2012, Barcelona). 

## Osiągnięcia
| Rok  | Impreza                               | Miejsce         | Konkurencja                   | Pozycja    | Wynik   |
| ---- | ------------------------------------- | --------------- | ----------------------------- | ---------- | ------- |
| 2011 | Mistrzostwa świata juniorów młodszych | Lille Metropole | bieg na 2000 m z przeszkodami | 5. miejsce | 6:29.08 |
| 2012 | Mistrzostwa świata juniorów           | Barcelona       | bieg na 3000 m z przeszkodami | 2. miejsce | 9:50,51 |